# Horisme dryocyma
Horisme dryocyma är en fjärilsart som beskrevs av Edward Meyrick 1928. Horisme dryocyma ingår i släktet Horisme och familjen mätare. Inga underarter finns listade i Catalogue of Life.